# Ana Belén
Pour les articles homonymes, voir Belén.
María del Pilar Cuesta Acosta, dite Ana Belén, est une chanteuse et actrice espagnole, née le 27 mai 1951 à Madrid. Elle est mariée depuis 1972 au chanteur Victor Manuel. Ils représentent à deux l'un des symboles de la transition démocratique espagnole.

## Biographie
Née en 1951, Ana Belén est l'aînée de trois enfants. Son père était cuisinier dans un hôtel Palace, et sa mère avait  un emploi modeste. Ana Belén étudie le théâtre en Espagne pendant sa jeunesse et commence à jouer dans des productions théâtrales et cinématographiques au milieu des années 1960.
Alors qu'elle travaille sur le film Morbo de Gonzalo Suárez, elle rencontre Víctor Manuel, qu'elle épouse en 1972 à Gibraltar. C'est également à cette époque qu'elle commence sa carrière de chanteuse, publiant plusieurs albums à succès. Elle apparaît aussi dans plusieurs films comme La petición de Pilar Miró ; Emilia parada y fonda d'Angelino Fons.
En 1974, elle et Victor Manuel  rejoignent le Parti communiste espagnol et deviennent l’un des symboles  de  la transition démocratique. En 1986, Ana Belén  interpréte la chanson La Puerta de Alcalá, aux côtés de Víctor Manuel. En 1998, elle commémore le centenaire de Federico García Lorca en publiant deux albums sous le titre Lorquiana, une collection de poèmes et de chansons populaires de Lorca.
En 2006, elle reçoit la Médaille d'or du mérite des beaux-arts, remise par le Ministère de l'Éducation, de la Culture et des Sports.

## Discographie
- 1965 : Zampo y yo
- 1965 : Qué difícil es tener 18 años
- 1973 : Al diablo con amor (BSO)
- 1973 : Tierra
- 1975 : Calle del Oso
- 1976 : La paloma del vuelo popular
- 1977 : De paso
- 1979 : Ana
- 1979 : Lo mejor de Ana Belén
- 1980 : Con las manos llenas
- 1982 : Ana el Río
- 1983 : Victor y Ana en vivo
- 1984 : Géminis
- 1985 : BSO La corte de faraón
- 1986 : Para la ternura siempre hay tiempo (avec son mari Víctor Manuel)
- 1986 : Grandes éxitos
- 1987 : Divinas palabras
- 1988 : A la sombra de un león
- 1989 : 26 grandes canciones y una nube blanca
- 1989 : Rosa de amor y fuego
- 1991 : Como una novia
- 1993 : Veneno para el corazón
- 1994 : Mucho más que dos
- 1996 : 20 éxitos
- 1996 : El gusto es nuestro
- 1997 : Mírame
- 1998 : Lorquiana. Canciones populares de Federico García Lorca
- 1998 : Lorquiana. Poemas de Federico García Lorca
- 1999 : Cantan a Kurt Weill (avec Miguel Ríos)
- 2001 : Peces de ciudad
- 2001 : Dos en la carretera
- 2003 : Viva L'Italia
- 2005 : Una canción me trajo aquí
- 2007 : Anatomía
- 2011 : A los hombres que amé
- 2015 : Canciones regaladas (avec Víctor Manuel)
- 2015 : Entre fandangos y habaneras (avec Trío Malats)
- 2019 : Vida

## Filmographie

### Actrice
- 1965 : Zampo y yo de Luis Lucia
- 1971 : Des Espagnoles à Paris (Españolas en París) de Roberto Bodegas
- 1971 : Aunque la hormona se vista de seda de Vicente Escriva
- 1972 : Morbo de Gonzalo Suárez
- 1972 : Al diablo con amor de Gonzalo Suárez
- 1972 : Separación matrimonial de Angelino Fons
- 1974 : Vida conyugal sana de Jaime de Armiñán
- 1974 : Tormento de Pedro Olea
- 1974 : A flor de piel de Luis Eduardo Aute (court métrage)
- 1976 : Emilia... parada y fonda de Angelino Fons
- 1976 : La petición de Pilar Miró
- 1976 : El Buscón de Luciano Berriatua
- 1976 : La oscura historia de la prima Montse de Jordi Cadena
- 1977 : La criatura de Eloy de la Iglesia
- 1978 : Sonámbulos de Manuel Gutiérrez Aragón
- 1979 : Cuentos eróticos de Jaime Chávarri, Josefina Molina, Fernando Colomo
- 1982 : La Ruche (La colmena) de Mario Camus
- 1982 : Démons dans le jardin (Demonios en el jardín) de Manuel Gutiérrez Aragón
- 1985 : La corte de Faraón de José Luis García Sánchez
- 1985 : Sé infiel y no mires con quién de Fernando Trueba
- 1986 : Adiós pequeña de Imanol Uribe
- 1987 : La casa de Bernarda Alba de Mario Camus
- 1987 : Divinas palabras de José Luis García Sánchez
- 1988 : Miss Caribe de Fernando Colomo
- 1989 : El Vuelo de la paloma de Luis García Sánchez
- 1991 : Como ser mujer y no morir en el intento de Ana Belén
- 1992 : Después del sueño de Mario Camus
- 1992 : El marido perfecto de Beda Docampo Feijoo
- 1992 : Rosa, Rosae de Fernando Colomo
- 1994 : La pasión turca de Vicente Aranda
- 1996 : Libertarias de Vicente Aranda
- 1996 : L'amour nuit gravement à la santé (El amor perjudica seriamente la salud) de Manuel Gomez Pereira
- 2000 : Cada día hay más besos de Gregorio Guzmán (court métrage)
- 2001 : Antigua vida mia de Héctor Olivera
- 2004 : Cosas que hacen que la vida valga la pena de Manuel Gomez Pereira
- 2016 : La Reine d'Espagne (La Reina de España) de Fernando Trueba

### Réalisatrice
- 1991 : Cómo ser mujer y no morir en el intento avec Carmen Maura

## Théâtre
- 1967 : El rey Lear
- 1967 : El rufián castrucho
- 1967 : El sí de las niñas
- 1967 : Numancia
- 1968 : Las mujeres sabias
- 1968 : Medida por medida
- 1969 : Don Juan Tenorio
- 1969 : Te espero ayer
- 1970 : Los niños
- 1971 : Sabor a miel
- 1972 : Ravos
- 1975 : Antígona
- 1979 : Tío Vania
- 1984 : La casa de Bernarda Alba
- 1984 : La hija del aire
- 1989 : Hamlet
- 1991-1992 : El mercader de Venecia
- 1992 : La gallarda
- 1995-1996 : La bella Helena
- 2002 : Defensa de dama
- 2004-2005 : Diatriba de amor contra un hombre sentado
- 2007 : Fedra
- 2012 : Electra
- 2013 : Kathie y el hipopótamo
- 2015 : Medea